# Jakob Lang (Unternehmer)
Jakob Lang (* 1822 in Sternberg, Mähren; † 6. Juni 1892 in Fünfhaus bei Wien) war ein österreichischer Textilfabrikant.
Er gründete zusammen mit seiner Ehefrau Franziska, seinem Bruder Anton und dessen Ehefrau Katharina eine Textilfabrik in Fünfhaus bei Wien. Zusammen mit seiner Familie förderte er wichtige kirchliche und soziale Einrichtungen in Fünfhaus und den Nachbargemeinden.

## Leben und Werk
Jakob Lang und sein Bruder Anton waren Webergesellen aus Sternberg in Mähren, die sich 1841 in Fünfhaus bei Wien niederließen, wo bereits ein weiterer Bruder von ihnen Josef Lang als Gewerbetreibender ansässig war. Jakob Lang heiratete Franziska Rada († nach dem 25. Mai 1880 und vor dem 6. Juni 1892), mit der er insgesamt 18 Kinder hatte, sein Bruder Anton ihre Schwester Katharina. Gemeinsam gründeten sie eine Baumwollweberei, in der Jakob Lang für die Verwaltung zuständig war. Fünfhaus blieb das Zentrum der Fabrik  der Gebrüder Lang, als weitere Niederlassungen in anderen Orten wie Neustadt, Trebitsch, Hösting und Wojnow-Mestetz eröffnet wurden.
Nach der Aufhebung der Grundherrschaften um 1848 / 1850 gehörten Jakob und Anton Lang dem ersten Gemeindeausschuss von Fünfhaus an. Jakob Lang und seine Familie förderten außerdem die Renovierung der Pfarrkirche Reindorf zur Hl. Dreifaltigkeit im Nachbarort Braunhirschen. Nachhaltig unterstützten sie einige Erziehungsanstalten und Waisenasyle. Als der Bau der Pfarrkirche Fünfhaus zur Hl. Maria vom Siege (1868–1875) durch die Errichtung der Gürtelstraße an einem geeigneten Baugrund zu scheitern drohte, erwarben sie auf eigene Kosten ein Grundstück dafür und besorgten auch dessen Umwidmung als Baugrund. Außerdem waren sie an den Aktivitäten von Pater Anton Maria Schwartz beteiligt.
Jakob Lang starb 1892 in Fünfhaus und wurde auf dem Hietzinger Friedhof in Wien beigesetzt.

## Gedenkstätten
- An Jakob, Anton, Katharina und Franziska Lang erinnert die von ihnen gestiftete Mariensäule (Weihe am 8. November 1863; Widmung am 8. Jänner 1864[3]) am Henriettenplatz in Fünfhaus (heute Wien 15). Die vier Heiligenstatuen auf dem Schaft der Säule sind die Namenspatrone der Stifterinnen und Stifter[4]
- Nach Jakob und Anton Lang wurde 1894 ein Teil der Ferdinandgasse in Fünfhaus in Gebrüder Lang-Gasse umbenannt. 1911 wurde auch der restliche Teil der Ferdinandgasse, der bereits 1867 in Tellgasse umbenannt worden war (nicht zu verwechseln mit der heutigen Tellgasse auf der Schmelz in Wien 15) nach ihnen benannt.[5]

## Trivia
Die Gebrüder Lang aus Fünfhaus (Anton und Jakob Lang) werden aufgrund der Namensgleichheit oft mit den Gebrüdern Lang in Sechshaus (Josef Lang dem Älteren und seinen Söhnen) verwechselt, die ebenfalls eine Textilfabrik besaßen.